# Radiolatarnia

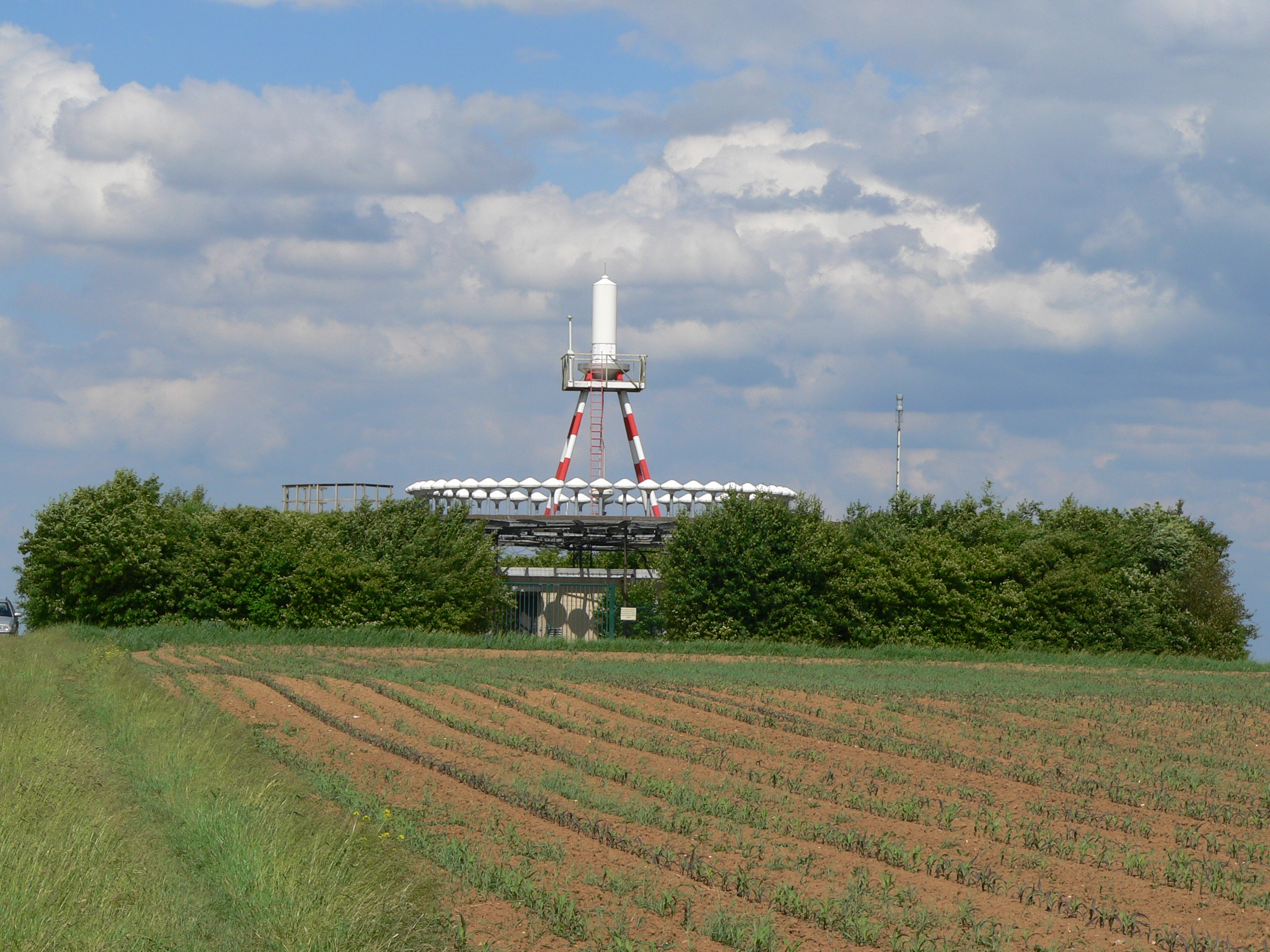
Radiolatarnia w Aichtal (Niemcy)

Radiolatarnia – radiostacja nadawcza lub nadawczo-odbiorcza wysyłająca sygnał radiowy dla radionawigacji. Sygnał jest nadawany w stałych odstępach czasu i zawiera kod radiolatarni np. znakowy (nadawany alfabetem Morse’a). Sygnał ten może być też nadawany dopiero po odebraniu zapytania. W komunikacji morskiej i lotniczej służy do określania kierunku za pomocą radionamiernika.
Często używane są do celów amatorskich i pracują w pasmach radiowych przeznaczonych dla krótkofalowców.

## Radiolatarnie morskie
Radiolatarnie morskie pracowały w paśmie 283,5 – 325 kHz (zakres fal radiowych pośrednich – powyżej fal długich, poniżej fal średnich), miały zasięg około 30-40 Mm; były zwykle instalowane na latarniach morskich np. w latarni w Helu i Świnoujściu. Radiolatarnie często łączono w „łańcuchy” kilku radiolatarni pracujących na jednej częstotliwości, w sekwencji czasowej, jedna po drugiej, ułatwiając dokonanie kilku namiarów bez konieczności dostrajania radionamiernika – np. 00 h – radiolatarnia a, 00 h + 1 min. – radiolatarnia b itd. Sekwencja nadawana przez radiolatarnię morską trwała poniżej 60 sek., składała się z kombinacji 1 lub 2 liter alfabetem Morse’a identyfikującej radiolatarnię, kreski namiarowej ok. 40 sekund i powtórzonej kombinacji 1 lub 2 liter, zwykle nadawanej z modulacją A2 – telegrafia tonowana.
Ze względu na rezygnację z radionamiarów, na korzyść łatwiejszego w użyciu i wielokrotnie dokładniejszego systemu GPS, radiolatarnie morskie są wycofywane z użytku. Z kilkuset czynnych w latach 90. XX wieku radiolatarni morskich, pod koniec roku 2007 czynne były 3 radiolatarnie na całym świecie. W 2011 w żegludze morskiej nie wykorzystuje się radiolatarni morskich pracujących w paśmie 283,5 – 325 kHz zgodnie z rekomendacją ITU-R M.823-2 obecnie (2013) Spis radiostacji nautycznych tom I (nr 531) i tom II (nr 532) BHMW nie zawierają informacji o radiolatarniach, a radionamierzanie wykorzystuje się do lokalizacji statków w niebezpieczeństwie; współczesne radionamierniki morskie pracują w częstotliwościach pław EPIRB.
Znaczna część radiolatarni została z czasem przekształcona w stacje referencyjne DGPS.

## Varia
Niektóre wydawnictwa nautyczne podają, że w 2013 na polskim wybrzeżu działały dwie radiolatarnie morskie zainstalowane na latarniach morskich: Świnoujście i dostępna na życzenie Darłowo, lecz w polskich wydawnictwach nautycznych brak informacji o radiolatarniach morskich.